# Twierdzenie Poyntinga
Twierdzenie Poyntinga – zasada zachowania energii dla pola elektromagnetycznego, którą sformułował John Henry Poynting badając bilans pola elektromagnetycznego prądów zmiennych.
Całkowita moc pola elektromagnetycznego wykonanym nad ładunkiem przez siły Lorentza (właściwie przez pole elektryczne – pole magnetyczne nie wykonuje pracy) jest równa:
{\displaystyle {\frac {dW}{dt}}=\int _{V}\left({\vec {E}}\cdot {\vec {J}}_{sw}\right)dV,}
gdzie:
{\displaystyle {\vec {E}}} – wektor natężenia pola elektrycznego,
{\displaystyle {\vec {J}}_{sw}} – wektor gęstości prądu elektrycznego swobodnego.
{\displaystyle {\frac {dW}{dt}}} – moc wykonana nad ładunkiem w polu elektromagnetycznym, która jest zmianą energii mechanicznej na jednostkę czasu, w którym ta zmiana nastąpiła.
Korzystając z praw elektrodynamiki klasycznej Maxwella, ostatnie wyrażenie można rozpisać w postaci:
{\displaystyle {\frac {dW}{dt}}=-{\frac {d}{dt}}\int _{v}{\frac {1}{2}}\left({\vec {E}}{\vec {D}}+{\vec {H}}{\vec {B}}\right)dV-\oint _{A}\left({\vec {E}}\times {\vec {H}}\right)d{\vec {A}}.}
Oznaczmy gęstość energii pola elektromagnetycznego w danym punkcie:
{\displaystyle u_{em}={\frac {1}{2}}\left({\vec {H}}{\vec {B}}+{\vec {E}}{\vec {D}}\right).}
Mając zdefiniowaną gęstość energii pola elektromagnetycznego w danym punkcie i korzystając z definicji wektora Poyntinga i twierdzenia Ostrogradskiego-Gaussa, otrzymujemy:
{\displaystyle {\frac {dW}{dt}}={\frac {d}{dt}}\int _{V}u_{em}dV-\int _{V}\nabla \cdot {\vec {S}}dV=\int _{V}{\frac {\partial }{\partial t}}u_{em}dV-\int _{V}\nabla \cdot {\vec {S}}dV,}
gdzie:
{\displaystyle u_{em}} – gęstość energii mechanicznej.
Zatem wzór na moc wykonaną nad ładunkiem przez siły Lorentza, powodując zmianę energii mechanicznej ciała, wtedy z definicji mocy układu mechanicznego jest równa:
{\displaystyle {\frac {dW}{dt}}={\frac {d}{dt}}\int _{V}u_{mech}dV=\int _{V}{\frac {\partial }{\partial t}}u_{mech}dV.}
A zatem równanie przyjmuje postać:
{\displaystyle \int _{V}{\frac {\partial }{\partial t}}u_{mech}dV=\int _{V}{\frac {\partial }{\partial t}}u_{em}dV-\int _{V}\left(\nabla {\vec {S}}\right)dV}
gdzie:
{\displaystyle u_{mech}} – gęstość energii mechanicznej układu w danym punkcie.
Po przegrupowaniach wyrazów w ostatnim równaniu, mamy zatem:
{\displaystyle \int _{V}{\frac {\partial }{\partial t}}\left(u_{mech}+u_{em}\right)dV=-\int _{V}\left(\nabla \cdot {\vec {S}}\right)dV.}
Ponieważ ostatnie równanie jest słuszne dla dowolnej objętości V, zatem otrzymujemy:
{\displaystyle {\frac {\partial }{\partial t}}\left(u_{mech}+u_{em}\right)=-\nabla \cdot {\vec {S}}.}
Ostatnie równanie stanowi treść twierdzenia Poyntinga dla elektromagnetyzmu w ośrodku. Gdy mamy do czynienia z magnetostatyką lub elektrostatyką, to wektor Poyntinga jest równy zero, lub {\displaystyle {\vec {E}}||{\vec {H}}.}
Widać, że pole elektromagnetyczne ma również energię o wartości:
{\displaystyle E=\int _{V}{\vec {u}}_{em}dV.}
Oczywiste jest, że zmiana gęstości energii mechanicznej i pola elektromagnetycznego, zależy od dywergencji wektora Poyntinga oraz rotacji z polem elektrycznym, gdyż pole magnetyczne nie wykonuje pracy, a także zależy od ułożenia tych wektorów, tj. polaryzacji fali, co stanowi jakoby gęstość pracy sił wykonaną nad polem elektromagnetycznym i układem mechanicznym.